# Бьёрнинен, Орво Оттович
Орво Оттович Бьёрнинен (Orvo Björninen) (31 декабря 1924, Бессемер, Мичиган, США — 13 июля 2020, Варкаус, Финляндия) — советский актёр театра и кино финского происхождения, переводчик, Заслуженный артист Карельской АССР (1971), Заслуженный артист РСФСР (1980).

## Биография
В 1931 году семья переехала в СССР, на станцию Ура-Губа Полярного района Мурманской области.
В июне 1940 году на основании приказа НКВД СССР выселен в Карело-Финскую ССР.
В 1940 году окончил судостроительную школу фабрично-заводского обучения в посёлке Пиндуши. В 1941 году работал рабочим лесобиржи в посёлке Великая Губа Медвежьегорского района КФССР.
В годы Великой Отечественной войны работал в эвакуации мастером лесозаготовок Шигарского лесхоза треста «Томьлес» Томской области, заведующим лесным складом в Томске.
С 1946 года — актёр Государственного финского драматического театра в Петрозаводске.
Участник фольклорного вокального ансамбля «Манок» (лауреат Государственной премии Карельской АССР 1982 года).
Переводил произведения русских, советских драматургов на финский язык.
В 1967 году избирался депутатом Петрозаводского городского совета.
С 1997 года проживал в Финляндии.

## Известные работы в театре
- Андерс «Люди с Дангора»
- Король «Чрезвычайный посол»
- судья Готгорн в спектакле Охота на ведьм
- Кирилл «С вечера до полудня» В. Розова
- Кромвель «Человек на все времена»
- Ведущий «Калевала»
- Лауреат и мастер «Четыре капли» В. Розова
- Либеро Бокка «Осенняя история»
- Павел Русу «Птицы нашей молодости» И. Друцэ
- Алялюмас «Клеменс» К. Сая
- Пётр Адуев «Обыкновенная история» И. Гончарова

## Фильмография
- Вайнонен — Оптимистическая трагедия (фильм, 1963)[3]

## Семья
Орво Бьёрнинен-младший (род. 1951) — финский актёр.